# F Communications
F Communications va ser un segell discogràfic francès amb seu a París. Va ser fundat el 1994 per Eric Morand i Laurent Garnier com a continuació del segell Fnac Music Dance Division, i produïa música de ball, french house i electrònica d'artistes com Avril, Scan X, Saint Germain i Mr. Oizo, entre d'altres.
L'any 2003 el segell discogràfic va facturar 2,4 milions d'euros. Es va dissoldre el 2008. Això no obstant, el març de 2015 Laurent Garnier va publicar amb la discogràfica una caixa recopilatòria, The Home Box, un quàdruple vinil amb un disc compacte addicional.